# Temelucha ruficeps
Temelucha ruficeps är en stekelart som först beskrevs av Joseph Augustine Cushman 1917.  Temelucha ruficeps ingår i släktet Temelucha och familjen brokparasitsteklar. Inga underarter finns listade i Catalogue of Life.